# Nederlandse excuses voor het koloniale verleden
Nederlandse excuses voor het koloniale verleden betreffen zowel het Nederlandse slavernijverleden als oorlogsmisdaden begaan in de Nederlandse koloniën. De excuses vloeien voort uit een maatschappelijk debat in het Koninkrijk der Nederlanden over de rol die met name de staat en haar institutionele voorgangers – waaronder de Republiek der Zeven Verenigde Nederlanden, de Vereenigde Oostindische Compagnie (VOC), de West-Indische Compagnie (WIC), de Bataafse Republiek, het Koninkrijk Holland en het Koninklijk Nederlandsch-Indisch Leger (KNIL) – hebben gespeeld in de wandaden die zijn gepleegd in de gekoloniseerde gebieden van de 17e tot en met de 20e eeuw.
Excuses voor het slavernijverleden spitst zich met name toe op Nederlands-Guiana (vooral de kolonie Suriname) en het Caraïbisch gebied (Curaçao en Onderhorigheden), terwijl excuses voor koloniale oorlogsmisdaden over het algemeen meer gaan over Nederlands-Indië (het huidige Indonesië). In de 21e eeuw hebben verschillende Nederlandse overheidsinstanties en -vertegenwoordigers excuses aangeboden voor verschillende aspecten van het Nederlandse koloniale bewind in West-Indië, Oost-Indië en elders (zoals de Kaapkolonie).
Op mogelijke acties die uit excuses zouden moeten voortvloeien gaat dit artikel niet verder in. Dat kan gaan om financiële compensaties voor nabestaanden, maar ook om acties op het gebied van dekoloniaal onderwijs en de omgang met het koloniale materiële en immateriële culturele erfgoed, waaronder standbeelden en straatnamen en de invulling van musea, nieuwe landelijke herdenkings- of feestdagen, nieuwe rituelen, etc. Ook dit is voortdurend in maatschappelijke discussie.

## Uitgesproken excuses

### Excuses en compensatie voor Rawagede (1947)
Het Bloedbad van Rawagede vond plaats op 9 december 1947 in Rawagede, het huidige Balongsari in West-Java. Weduwen van de vermoorde burgers spanden in 2008 een rechtszaak aan tegen de Nederlandse Staat. Op 14 september 2011 oordeelde de rechtbank Den Haag dat de Nederlandse Staat aansprakelijk was voor de schade van de nabestaanden en deze schade moest vergoeden. De Staat der Nederlanden zou een schadevergoeding van 20.000 euro per persoon uitbetalen en formeel excuses maken. Op vrijdag 9 december 2011, 64 jaar nadat het bloedbad plaatsvond, betuigde ambassadeur Tjeerd de Zwaan in bijzijn van de wereldpers in Rawagede in het Engels en Indonesisch de Nederlandse excuses aan de nabestaanden.

### Excuses en compensatie voor andere standrechtelijke KNIL-executies (vanaf 1945)
Excuses voor standrechtelijke executies die het KNIL pleegde tijdens de Indonesische Onafhankelijkheidsoorlog werden geuit door de Nederlandse ambassadeur Tjeerd de Zwaan in 2011 en 2013. De excuses van december 2011 waren specifiek gericht aan weduwen van mannen die standrechtelijk geëxecuteerd zijn door Nederlandse troepen in Rawagede in West-Java. De excuses van 2013, hoewel formeel vooral bestemd voor weduwen uit Zuid-Sulawesi (Zuid-Celebes) die voor de ceremonie waren uitgenodigd (maar niet kwamen opdagen), waren breder en meer algemeen van aard, omvatten alle standrechtelijke executies gepleegd door het KNIL tijdens de 'politionele acties' in de late jaren 1940 in de gehele archipel en werden om die reden in Jakarta geuit. Tevens gaf de ambassadeur in Jakarta aan dat voortaan alle weduwen van door het KNIL standrechtelijk geëxecuteerde mannen zonder tussenkomst van een rechter compensatie van de Nederlandse staat konden krijgen.

### Excuses Nederlandse koning aan Indonesische president voor periode 1945–1949
Op 10 maart 2020 sprak koning Willem-Alexander tijdens een bezoek aan Indonesië in een verklaring excuses uit aan de Indonesische president Joko Widodo voor 'geweldsontsporingen' gepleegd door Nederlandse troepen tijdens de Indonesische Onafhankelijkheidsoorlog (1945–1949). Deze bevatte onder meer de zin: "Voor de geweldsontsporingen van Nederlandse zijde in die jaren wil ik hier nu, in navolging van eerdere uitspraken van mijn regering, mijn spijt uitspreken en excuses overbrengen." Deze verklaring kwam onverwacht, sommige ministers en regeringspartijen wisten er niet van en reageerden geërgerd dat over de inhoud en timing van een dergelijke verklaring niet was overlegd. Hoewel er eerder was gesproken over excuses aan Indonesië in ministerraden, waren er nog geen overeenkomsten bereikt en was de verwachting dat men zou wachten op de uitkomst van een uitgebreid wetenschappelijk onderzoek dat in september 2021 zou zijn afgerond. In plaats daarvan leek ofwel de koning ofwel premier Mark Rutte zonder de instemming van de minsterraad te hebben gehandeld. Anderzijds zei minister van Buitenlandse Zaken dat de koninklijke excuses weinig nieuws brachten en in lijn waren met eerdere excuses zoals van zijn voorganger Ben Bot in 2005 en van de Nederlandse ambassadeur in 2013. Verschillende Indische Nederlanders en vooral KNIL-veteranen reageerden woedend op de koninklijke excuses, die zij ervoeren als verraad en 'een steek in de rug', bewerende dat zij naar eer en geweten zouden hebben gevochten voor koloniaal Nederlands-Indië en dat de Indonesische rebellen 'veel ergere' oorlogsmisdaden zouden hebben begaan.

### Excuses Nederlandse regering aan Indonesische volk voor periode 1945–1950
Op 17 februari 2022 bood Rutte, naar aanleiding van het onderzoeksrapport Onafhankelijkheid, dekolonisatie, geweld en oorlog in Indonesië, 1945-1950, namens de regering 'diepe excuses' aan aan de bevolking van Indonesië voor stelselmatig en extreem geweld door Nederlandse militairen tijdens de Indonesische onafhankelijkheidsoorlog en het consequent wegkijken van vorige kabinetten'. De excuses bleken ook te gelden 'voor iedereen in ons land die met de gevolgen van de koloniale oorlog in Indonesië heeft moeten leven, vaak tot op de dag van vandaag' en dat omvat 'alle groepen, inclusief de veteranen die zich destijds als goed militair hebben gedragen'. Rutte noemde het rapport van de onderzoekscommissie 'indringend en confronterend'. Daarnaast noemde hij de Nederlandse strijd tegen het Indonesische volk een ‘koloniale oorlog’ en benoemde hij het ‘koloniaal superioriteitsgevoel’ in het denken en handelen van de toenmalige Nederlandse politiek en militair verantwoordelijken.

### Excuses kerken voor slavernijverleden (Suriname en voormalig Nederlandse Antillen)
De Nederlandse kerken stonden ambivalent tegenover slavernij. Nederlands abolitionisme was soms op het christelijk geloof geïnspireerd, maar bleef een individuele, ongeorganiseerde en uitzonderlijke aangelegenheid. Van een kerkelijke beweging tegen slavenhandel of slavernij met enige invloed in de koloniën is het in Nederland nooit gekomen. In 2013 heeft de Nederlandse Raad van Kerken in een gezamenlijke verklaring verantwoording afgelegd ten aanzien van het trans-Atlantische slavernijverleden. Hierin werd onder meer wordt gesteld: Als kerken weten we ons deel van dit schuldig verleden en moeten we vaststellen dat theologie in bepaalde omstandigheden misbruikt is om de slavernij te rechtvaardigen. [...] We realiseren ons dat we te laat spreken, te weinig op het goede moment de goede inzichten hebben gehad en ons hebben laten leiden door misplaatst winstbejag en machtsmisbruik. Het is een vorm van onrecht, die doorwerkt tot in de huidige generatie toe, waar een deel van onze samenleving is gebouwd op misbruik van anderen en waar discriminatie onvoldoende wordt uitgebannen. Afzonderlijk heeft nog geen van de koloniale kerken expliciet een excuus geformuleerd.

### Excuses gemeenten voor slavernijverleden (Suriname en voormalig Nederlandse Antillen)
- Op 1 juli 2021, ter gelegenheid van de viering van de Afschaffing van de slavernij in het Koninkrijk der Nederlanden op 1 juli 1863 (Keti Koti), sprak burgemeester Halsema van Amsterdam namens het college van burgemeester en wethouders excuses uit voor het slavernijverleden van Amsterdam. Zij deed dat in het bijzijn van mensenrechtenactivisten, nazaten van slachtoffers, belangenorganisaties, de pers en ambtenaren. Halsema merkte op dat de stad mede-eigenaar van de kolonie Suriname was door grote stukken grond op te kopen voor plantages en dat een groot deel van de Amsterdamse bevolking direct of indirect profiteerde van de slavenarbeid die daar werd verricht. Het stadsbestuur acht zich medeverantwoordelijk voor aldaar gepleegde wandaden en stelt zichzelf ten doel om het onrecht van het slavernijverleden voor zover dit doorwerkt in de huidige samenleving te herstellen.[9]

- Op 10 december 2021, internationale Dag van de Rechten van de Mens, bood burgemeester Aboutaleb namens het Rotterdamse college van b&w excuses aan voor de deelname van achtereenvolgende Rotterdamse bestuurscolleges aan het systeem van kolonialisme en slavernij vanaf 1600. Uit onderzoek van het Koninklijk Instituut voor Taal-, Land- en Volkenkunde is gebleken dat er in de 17e en 18e eeuw nauwe banden waren tussen de stadsbestuurders en de Oost- en West-Indische handelscompagnieën, die de groei van Rotterdam als wereldhaven mede hebben bepaald.[10]

- Op 23 februari 2022 maakte de gemeente Utrecht excuses voor haar aandeel in het koloniale verleden. Ook dit in reactie op uitkomsten van eigen onderzoek. Burgemeester Dijksma noemde het slavernijverleden 'een misdaad tegen de menselijkheid'. In de Janskerk werd hiervoor een plengoffer uitgebracht. Utrecht gaat nazaten van slaafgemaakten tegemoetkomen als zij hun slavernijgerelateerde achternaam willen wijzigen.[11]

- Op 1 juli 2022 bood burgemeester Hamming van Zaandam excuses aan, echter zonder achterliggend onderzoek naar het koloniale verleden van de stad. Hiertoe werd wel opgeroepen door de stichting Comité 30 juni/1 juli Zaanstreek, maar de gemeenteraad vond dit te duur.[12]

- Op 20 november 2022 volgde de gemeente Den Haag bij monde van burgemeester Jan van Zanen. In de Koninklijke Schouwburg nam hij het boek Het koloniale en slavernijverleden van Hofstad Den Haag in ontvangst en bood hij zijn excuses aan voor de manier waarop vroegere bestuurders van Den Haag het systeem van kolonialisme en slavernij ondersteunden en ervan profiteerden.[13][14]

- Op 19 november 2023 bood burgemeester Wienen van Haarlem zijn excuses aan bij de presentatie van het onderzoek Koloniaal Haarlem, uitgevoerd door het KITLV. De elite van de stad, bezat aandelen in plantages en dreef handel met Afrika. Frans Hals legde op zijn schuttersstukken meerdere bewindvoerders vast van de VOC en de WIC. Met slavenarbeid geproduceerde producten als tabak en suiker vonden in Haarlem gretig aftrek.[15]

- Op 16 mei 2024 bood het stadsbestuur van Groningen excuses aan voor haar slavernijverleden. Uit onderzoek blijkt dat Groningen nauw betrokken was bij zowel de Verenigde Oost-Indische Compagnie (VOC) als de West-Indische Compagnie (WIC). Groningse schepen vervoerden tot 1863 meer dan 30.000 slaafgemaakten van Afrika naar Surinaamse en Caraïbische plantages. Lokale bestuurders profiteerden er volop van. De gemeente wil twee slavernijmonumenten gaan plaatsen in de stad om recht te doen aan zowel de Aziatische als Amerikaanse nazaten van slaafgemaakten.[16]

- Op 1 juli 2024 volgden excuses van Arnhem en Dordrecht namens de colleges van deze steden.[17]

Meer Nederlandse steden laten ondertussen onderzoek doen naar hun stedelijk-koloniale verleden. Het Kennisplatform Inclusief Samenleven (KIS) heeft eind 2021 enkele inzichten over excuses voor gemeenten op een rij gezet.

### Excuses Nederlandse Bank voor slavernijverleden (Suriname en voormalig Nederlandse Antillen)
Op 1 juli 2022 bood Klaas Knot namens De Nederlandsche Bank (DNB) excuses aan voor de historische betrokkenheid van de bank bij de slavernij. Het startkapitaal waarmee DNB werd opgericht is voor een deel verdiend met slavernij, DNB aanvaardde plantageproducten zoals koffie en suiker als onderpand voor leningen en DNB betaalde bij de afschaffing van de slavernij, in opdracht van het Ministerie van Koloniën, compensatie uit aan voormalige slaveneigenaren, waaronder bestuurders van de bank zelf. De bank was dienstbaar aan de keten (het systeem) en voorgangers van Knot hadden privé-zakelijke belangen en behartigden deze ook in de landelijke politiek. DNB neemt nu maatregelen om de doorwerking van het trans-Atlantische slavernijverleden in het heden te helpen verminderen voor nazaten van slaafgemaakten in Nederland, in Suriname, op Bonaire, Sint Eustatius en Saba, op Aruba, Curaçao en Sint Maarten.

### Excuses regering voor slavernijverleden (Suriname en voormalige Nederlandse Antillen)
Op 19 december 2022 heeft de Nederlandse regering haar excuses uitgesproken voor het slavernijverleden. Het is de officiële reactie op het rapport Ketenen van het Verleden dat op 1 juli 2021 door het Adviescollege Dialooggroep Slavernijverleden is aangeboden aan het (demissionaire) Kabinet-Rutte III. Het rapport adviseerde om het Nederlandse slavernijverleden te erkennen als misdaad tegen de menselijkheid en op nationaal niveau excuses te maken. Verder bevatte het uiteenlopende adviezen met betrekking tot herstel. Voorafgaand aan 19 december was er enige weken commotie over de datum. Organisaties van nazaten voelden zich overvallen. Zij achtten 1 juli 2023 passender.
In zijn speech bij het Nationaal Archief sprak minister-president Mark Rutte de excuses uit in vier talen, te weten Nederlands, Sranantongo, Papiaments en Engels (‘diskulpa’, ‘pardon’ en ‘apologies’). De premier omschreef slavernij als een 'misdadig systeem' dat zijn doorwerking heeft in de tijd: 'Wij, levend in het hier en nu, kunnen slavernij alleen in de allerduidelijkste bewoordingen erkennen en veroordelen als misdaad tegen de menselijkheid. (...) Eeuwen van onderdrukking en uitbuiting werken door in het hier en nu. In racistische stereotypen. In discriminerende patronen van uitsluiting. In sociale ongelijkheid.' Voor het eerst erkent de regering dat er in Nederland een doorwerking bestaat van het slavernijverleden in de vorm van institutioneel racisme. In 2020 wilde Rutte die term niet gebruiken, maar in zijn toespraak kwam hij hier op terug: 'Lange tijd dacht ik: het slavernijverleden is geschiedenis dat achter ons ligt, maar ik had het mis.' 
Over herstelbetalingen -waar enkele organisaties van nazaten op aandringen- deed de premier geen uitspraken. Evenmin over het bij wet vastleggen van de juridische term misdaad tegen de menselijkheid, terwijl een wettelijke verankering met klem was geadviseerd door het adviescollege. Wel benadrukte de premier, vooruitkijkend op het herdenkingsjaar (1 juli 2023 – 1 juli 2024) en de verdere toekomst, dat de uitgesproken excuses 'een komma, geen punt' vormen, woorden die eerder werden gebruikt door de Curaçaose kunstenaar Serana Angelista. Enkele zaken waar het kabinet-Rutte IV zich voor gaat inzetten zijn een Nationaal Slavernijmuseum, eerherstel voor mensen die in verzet kwamen tegen de slavernij, het makkelijker maken om een aan slavernij gerelateerde achternaam te wijzigen en meer bewustwording middels onderwijs en (wetenschappelijk) onderzoek. Zelf heeft het kabinet voor de excuses niet gewacht op de resultaten van een breed onderzoek naar de rol van de staat bij de slavernij.

### Excuses provincies voor slavernijverleden
- Provincie Noord-Holland: commissaris van de koning Arthur van Dijk sprak op 1 juli 2022 excuses uit: "Ook al bestaat het gewest Holland al heel lang niet meer, we hebben net als de toenmalige bestuurders een verantwoordelijkheid te dragen." Hij bood excuses aan voor "wat onze gezagsdragers hebben aangericht in het leven van onschuldige mensen."[29]
- Provincie Overijssel: commissaris van de koning Andries Heidema sprak op 28 juni 2023 excuses uit: "Het vervult ons met schaamte en pijn wat er destijds, mede door betrokkenheid van de provincie Overijssel, in de tijd van kolonialisme en slavernij aan mensen is aangedaan".[30]
- Provincie Utrecht: commissaris van de koning Hans Oosters sprak op 30 juni 2023 excuses uit, onder meer voor de slavenschepen: "Tussen 1738 en 1764 vervoerden deze Utrechtse schepen 1094 mannen, vrouwen en kinderen die gevangen waren genomen en tot slaaf gemaakt, vanuit Afrika naar de Amerika's. (...) Als provincie hebben wij de opdracht om daar bewustwording voor te creëren. Het heeft onherstelbaar leed veroorzaakt."[31]
- Provincie Zuid-Holland: commissaris van de koning Jaap Smit sprak op 9 juni 2023 excuses uit: "We bieden postuum excuses aan aan de mensen die tot slaaf zijn gemaakt en al hun nazaten, tot in de huidige generatie (...). We zien een afschuwelijk en verwerpelijk systeem van wat ik noem 'dehumaniseren'. Een systeem waarin de ene mens het in zijn hoofd haalde om een ander mens in eigendom te nemen en zelfs aan de ketting te leggen. Ik schaam me daar kapot voor."[32]

### Excuses Nederlandse koning voor slavernijverleden (Suriname en voormalige Nederlandse Antillen)
Verschillende organisaties van nazaten, zoals de Nationale Reparatie Commissie Suriname gaven in de aanloop naar de regeringsexcuses op 19 december 2022 aan het belangrijk te vinden dat juist de Nederlandse koning zijn excuses zou uitspreken voor het slavernijverleden. Kort hierop kondigde koning Willem-Alexander via de rijksvoorlichtingsdienst aan een onafhankelijk onderzoek te laten doen naar de rol van het Huis Oranje-Nassau in de koloniale geschiedenis. Tijdens het bezoek van Willem-Alexander, koningin Máxima en prinses Amalia aan de eilanden van de voormalige Nederlandse Antillen in januari/februari 2023 was de roep om excuses wederom sterk. De koning zei de behoefte te begrijpen maar beriep zich op de regeringsexcuses die mede namens hem zouden zijn gemaakt. Edoch sprak Willem-Alexander op 1 juli 2023 in Amsterdam de koninklijke excuses uit. Ook vroeg hij daarbij om vergiffenis, omdat zijn voorouders destijds niet hebben ingegrepen tegen het systeem. De koning besloot zijn historische toespraak met de woorden 'Den keti koti, fu tru!' (De ketenen zijn verbroken, echt waar).

## Open kwesties

### Bloedbad van Banda (1621)
Het bloedbad van Banda was de ontvolking van het Banda-eiland Lontor (heden Banda Besar) in 1621 door gouverneur-generaal Jan Pieterszoon Coen van de VOC als onderdeel van de Nederlandse verovering van de Banda-eilanden. Landelijk noch lokaal is hiervoor verantwoording afgelegd. Zo heeft Hoorn, de geboorteplaats van J.P. Coen, vooralsnog geen excuses aangeboden voor haar rol binnen het koloniale verleden en dan met name de VOC.

### Atjehoorlog (1874–1913)
Volgens verschillende wetenschappers (waaronder historici en juristen) en activisten zijn er tijdens de Atjehoorlog (1874–1913) verschillende significante oorlogsmisdaden gepleegd door het KNIL. Een van de meest beruchte incidenten in deze periode is de massamoord in Kuta Reh (Koetö Réh) van 14 juni 1904 gepleegd door Nederlandse soldaten onder leiding van generaal Frits van Daalen (1863-1930).

### Kolonisatie en uitbuiting Nederlands Oost-Indië (1602-1945)
Tussen 1594 en 1602 dreven zogeheten voorcompagnieën reeds handel op Zuid-Azië voordat deze in 1602 werden samengevoegd tot Vereenigde Oostindische Compagnie (VOC). In tegenstelling tot in het Atlantische gebied, waar Europeanen via de trans-Atlantische slavenhandel tot slaaf gemaakte Afrikanen naar de Amerika's verscheepten om daar op plantages te werken hebben de Nederlanders in Azië weinig grootschalige op slavernij gebaseerde plantagebouw bedreven. Wel werden veel slaven verhandeld binnen de VOC-gebieden. In de zeventiende en achttiende eeuw was de VOC de spil van de slavenhandel in Zuidoost-Azië. Rond 1750 waren er in vestigingen onder VOC-bewind naar schatting 75.500 slaven, tegen 64.000 slaven in gebieden onder WIC-bewind. Over een periode van twee eeuwen haalde, verhandelde en benutte de VOC 600.000 tot 1 miljoen slaven, met name uit Voor-Indië, later ook van Celebes en Bali. In Nederlands-Indië bleef slavernij bestaan tot aan de dekolonisatie. Slaven werden met name ingezet voor de infrastructuur, het bouwen van vestingwerken en in huishoudens (slavinnen). Volgens de traditionele beeldvorming waren slaven in de Oost vooral een statussymbool, maar zij zijn gebruikt als werkkracht en hadden voornamelijk economische waarde.
De VOC verwierf in het begin slechts beperkte territoriale macht waar het functioneerde als staat en oefende meestal geen directe macht uit over wat er werd geproduceerd in Oost-Indië en door wie. De meeste VOC-activiteiten waren erop gericht om inlandse vorsten te onderwerpen (al dan niet met militair geweld) aan exclusieve handel met de VOC met vaste prijzen die voor de Nederlanders gunstig waren. De VOC voerde oorlogen tegen inlandse vorsten die de opgelegde contracten en verdragen schonden of tegen concurrerende Europese mogendheden zoals de Portugezen en Engelsen, omdat de Nederlanders hun handelsmonopolie wensten te behouden. Na verloop van tijd ging de VOC zich echter wel steeds meer bemoeien met de interne politiek van verschillende staten in de Oost-Indische archipel, enerzijds door ze tegen elkaar uit te spelen, anderzijds door bijvoorbeeld koffie te verbouwen in samenwerking met de 'regenten' (plaatselijke ambtenaren) van de soesoehoenan van het belangrijke Javaanse sultanaat Mataram. De Nederlandse interventies droegen bij aan Matarams interne verzwakking en verlamming door een reeks successiecrises en opstanden, waaronder de Trunajaya-opstand en de Javaanse successieoorlogen. Uiteindelijk viel het sultanaat Mataram in 1749 uiteen in drie vorstendommen die de VOC makkelijker kon bespelen, al slaagde de Compagnie er nooit in om geheel Java te beheersen en bleef de Nederlandse invloed grotendeels indirect in de binnenlanden.
Tijdens de Franse revolutionaire en napoleontische oorlogen (1792–1815) werd de Republiek veroverd door Franse revolutionairen en de failliete VOC genationaliseerd, terwijl de Britten de VOC-bezittingen in Oost-Indië veroverden. Nadat de Britten deze koloniën overdroegen aan het Verenigd Koninkrijk der Nederlanden in 1816 werden deze bestuurlijk verenigd als Nederlands-Indië en werd gepoogd om direct koloniaal gezag te vestigen om van de eilandengroep een wingewest te maken. Aanvankelijk draaide dit nieuwe beleid uit op een economische mislukking die hoge staatsschulden opleverde. Bovendien veroorzaakte het verschillende inheemse opstanden tegen het Nederlandse koloniale bewind, met name de Java-oorlog en de Padri-oorlogen, die met moeite gewelddadig werden onderdrukt.
De situatie veranderde radicaal met de invoering van het cultuurstelsel in 1830, waarmee het koloniale gouvernement een pachtsysteem invoerde dat bepaalde dat de inheemse boeren 66 dagen per jaar herendiensten moesten leveren aan het gouvernement en een vijfde van hun gronden moesten inrichten voor het verbouwen van voor de export geschikte landbouwproducten (zoals suiker, koffie en indigo) die moesten worden afgestaan aan het koloniale gouvernement, die ze doorverkocht aan de Nederlandsche Handel-Maatschappij (NHM) voor de export naar Nederland. De inlandse vorsten ('residenten') konden hieraan meeprofiteren hoe meer hun onderdanen produceerden en zo werd hun samenwerking aan het cultuurstelsel verzekerd. Al snel werden de residenten, het gouvernement en de NHM schatrijk en Nederlands-Indië een zeer winstgevende kolonie. De verwachting was dat het stelsel ook gunstig zou zijn voor Javaanse boeren, die relatief goed betaald werden voor hun arbeid (het 'plantloon'), maar bij delen van de Javaanse bevolking leidde dit met name in de tweede helft van de jaren 1840 tot onderdrukking, uitbuiting, hongersnoden en de uitbraak van een grote tyfus- of cholera-epidemie. Onder meer Wolter Robert van Hoëvell en Multatuli's boek Max Havelaar, of De koffij-veilingen der Nederlandsche Handel-Maatschappij (1860) uitten felle kritiek op het cultuurstelsel en pleitten voor een rechtvaardiger koloniaal beleid dat uitging van 'vrije arbeid'. Het cultuurstelsel werd uiteindelijk in stappen afgeschaft, niet zozeer vanwege deze kritiek, maar omdat de suikercontracten leidden tot corruptie binnen het koloniale bestuur.
Met wetswijzigingen werd veel van de productie overgedragen aan particuliere bedrijven, met name in Oost-Sumatra (Deli, waar veel tabaksfabrieken werden opgericht). Voor de arbeid werden Chinese en Javaanse koelies geworven, die weliswaar geen slaven waren, maar slecht betaalde en vrijwel rechteloze arbeiders wier contracten vaak niet werden geëerbiedigd door de koloniale werkgevers. Begin 20e eeuw bleek uit verschillende publicaties en onderzoeken dat de koelies regelmatig en ernstig werden mishandeld, maar de Nederlandse koloniale overheid trad daar slechts aarzelend tegen op.